# Technologická společnost
Technologická společnost je typ společnosti, která se zaměřuje především na vývoj a výrobu technologických produktů, případně je poskytuje jako službu. Těžištěm jejich podnikání je ve využívání nových technologií pro dosažení profitu. Často se jedná o startupy nebo naopak rozsáhlé technologické ekosystémy lokálního (např. Seznam.cz) i globálního dosahu.

## BigTech
Zjednodušující pojem, který zahrnuje většinu globálních společností s celosvětovým vlivem. Jejich společným jmenovatelem je především skutečnost, že v posledních letech vystřídali v žebříčcích nejprofitabilnějších firem někdejší stálice. Řadí se sem jak hlavní severoamerické technologické společnosti (Alphabet, Amazon, Apple, Facebook, Microsoft), tak jejich asijští konkurenti (Samsung, Alibaba, Baidu, Tencent, Xiaomi).
V rámci žurnalistických zkratek je možné setkat se také s pojmy, které tyto bigtech společnosti seskupují podle různých klíčů (GAFA, GAFAM, BATX, GMAFIA BAT)
BigTech bývá považován za jeden ze znaků globalizace nového tisíciletí, díky technologickým nástrojům dokáže úspěšně disruptovat jednotlivé trhy a pohlcovat nebo likvidovat soupeře bez technologických výhod a zároveň skupinu společností.

## Fintech
Technologické společnosti, jejichž hlavním předmětem podnikání je finanční sektor. Často se jedná o bývalé startupy, které začínají konkurovat zavedeným bankovním společnostem nebo spolu s nimi hledají symbiotický vztah. Velice často vlastní fintechy zakládají přímo banky jako takové.

### Světové fintech společnosti[4]
- Qudian
- Xero
- SoFi
- Lufax
- Avant
- ZhongAn
- Klarna
- Oscar

## Regtech
Společnosti, které technologickými nástroji řeší agendu spojenou s regulatorním výkaznictvím, byrokratickými procesy nebo legislativními požadavky v jednotlivých odvětvích.)

### Světové regtech společnosti[5]
- Cisive
- Cognive
- Crownpeak
- InfoCert
- iSPIRAL IT Solutions
- KIND Financial
- KYC Global Technologies
- QRC Group

## Govtech
Technologické společnosti, jejichž byznysmodel staví na nástrojích určených pro státní správu nebo samosprávy. Není výjimkou, že nejrozvinutější govtech projekty provozují jednotlivé státní úřady jako součást digitalizace vlastní agendy.

## Gastrotech
Společnosti, které pomocí technologií řeší problematiku spojenou se segmentem gastronomie.

## Foodtech
Technologické společnosti, které se snaží disruptovat přístup k výrobě potravin. Zaměřují se například na vývoj artimasa (náhražek masa senzoricky shodných s masem), hydroponickým pěstováním nebo syntézou potravin.
- Evolva
- Fermentalg
- Mosa Meat
- Xtrem Biotech
- Cubiq Foods
- Storyous
- 3F Bio

## Insurancetech
Technologické společnosti, jejichž hlavním předmětem podnikání je pojišťovnictví. Velice často se jedná o digitální projekty velkých pojišťoven, které jejich provozu poskytují patřičné licence.

## Healthtech
Společnosti a start-upy, které se zaměřují na zdravotnictví. Healthtech je považován za jeden z nejrychleji rostoucích budoucích sektorů, pro jeho rychlý rozvoj však ve většině států chybí patřičné právní rámce anebo naráží na legislativní regulaci.

## Transport Tech
Společnosti, které využívají technologie v dopravním sektoru.

### Světové transport tech společnosti
- Uber
- Grab
- BlaBlaCar
- FlixBus
- Scoot
- MOIA
- Via
- Convoy
- Conclusion

## Agrotech (Agritech)
Společnosti, které využívají moderní technologie v zemědělském sektoru.

### Světové agrotech společnosti[6]
- Biwer
- CropLogic
- FolioGrow
- Groguru
- RESSON
- TKXS
- Unibest
- 360 Yield
- Ag Leader
- AgDNA
- AGERpoint